# 欧阳立安

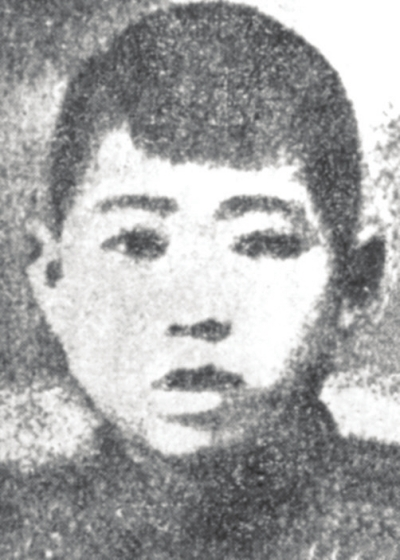
欧阳立安近照

欧阳立安，（1914年—1931年2月7日），湖南长沙人，中共党员，龙华二十四烈士之一。

## 生平
1914年生于长沙，父亲欧阳梅生，长沙修业小学教员，大革命时期任湖南省总工会秘书长。欧阳立安受父亲影响，儿童时期就参加革命活动。1926年在长沙民众欢迎北伐军的大会上就作为学生代表上台发言。随后他参加了儿童纠察队，担任第一队队长。1927年“马日事变”后，随父母转移到汉阳，担任汉阳县委的小交通员。
1928年2月，父亲欧阳梅生病逝，后随母转移到上海。欧阳立安进入上海申新五厂做学徒。1929年6月，通过工厂工会找到上海地下党组织。母亲刘桃英（欧阳陶承）在中共秘密机关，以家庭妇女或者保姆的身份，从事秘密工作。1929年秋，欧阳立安跟随沪东区委书记何孟雄，担任区委交通员。1929年冬加入共青团。1930年初加入了中国共产党。8月作为中国工会代表团的代表之一，随刘少奇赴莫斯科参加在莫斯科召开的赤色职工国际第五次代表大会和少共国际执委扩大会议，同年11月底回国，担任共青团江苏省委委员和上海总工会青工部部长。
1931年1月17日，在上海天津路中山旅社6号房间参加中共江苏省委会议被捕。因在他身上搜出参加少共国际会议的证件，身份暴露。2月7日与何孟雄等人在龙华看守所被枪杀，时年17岁，是遇难者中年纪最小的一个。